# Guantelete

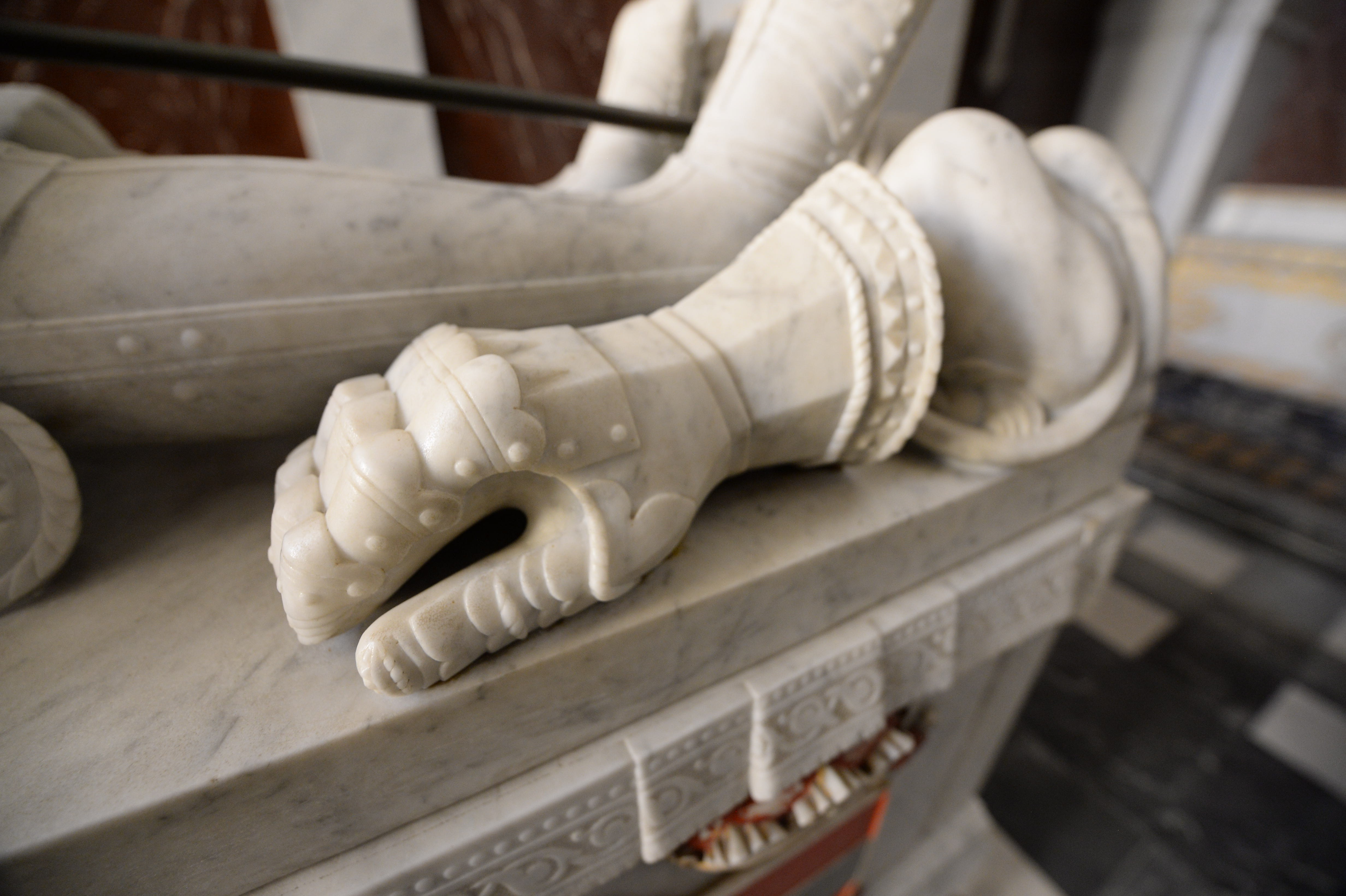
Guantelete en la sepultura de Juan de Austria, Monasterio de El Escorial, Madrid (España).

Los guanteletes o manoplas eran parte de la armadura usada por los caballeros de la época medieval. Eran guantes de metal que usaban para protegerse los dedos, las manos, la zona de la muñeca y parte del antebrazo en las cruentas batallas de la época.
El guantelete era una pieza de la armadura, para resguardo de la mano, usada por los persas, aunque solo de piel fuerte. Durante los siglos XI y XII, se componía de un sencillo saco de malla formado por el extremo de la manga del hauberto y en Francia se llevaron con una abertura en el puño para sacar la mano. Después se hicieron guantes de piel con una redondela de hierro sobre el dorso y también otros de malla que se abotonaban sobre la manga. En el siglo XIV, se separan los dedos, el mitón del XV se compone de trozos de acero, acomodados a las divisiones de la mano y hacia la mitad del XVI volvieron a separarse los dedos para poder disparar el pistolete.
En el período gótico (siglos XIII a XV), se usaron unas manoplas armadas de agudas puntas componiéndose algunas del puño, el mitón o dorso que comprende dos piezas, el dedo índice que lleva quince, el anular dieciséis, el del corazón veintidós y entre estas piezas, otras destinadas a los nudillos. Un hermoso par de esta clase de manoplas se conserva en la Real Armería española.
Los primeros guanteletes creados, separados del guante de cuero llevado debajo, surgieron a finales del siglo XV. Los mejores se fabricaban en Núremberg. En muchas armaduras de torneo del siglo XV y principios del XVI la mano izquierda tenía manopla de dedos separados y la derecha, para la lanza, defendida por un mitón.
También se usaron con un pistón o pivote destinado a sujetar el puño de la espada o el martillo de armas y la llamada manopla-espada del siglo XVI de cuyo dorso arrancaba una larga y acerada hoja, arma empleada principalmente en los abordajes.

## Tipos de manoplas
- Manopla de justa. La fuerte que se llevaba en la mano izquierda, no tenía movimiento en la parte correspondiente a los dedos y podía resistir las lanzadas en los torneos y justas.
- Manoplas rajadas. Se decían así para distinguirlas de las de una pieza.